# گلستان (نرم افزار)

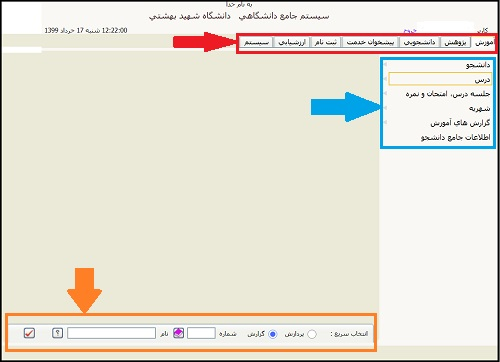
عکس از دکمه‌های صفحه نرم‌افزار

سیستم جامع یکپارچه دانشگاهی گلستان نام یک نرم‌افزار تحت وب ایرانی برای سیستم اطلاعاتی مدیریتی مخصوص اتوماسیون اداره امور تعدادی از دانشگاه‌های ایران است.
سازنده آن شرکت نوپرداز اصفهان، دانشگاه تهران، دانشگاه آزاد نجف آباد، دانشگاه پیام نور و دانشگاه صنعتی اصفهان است.
این برنامه ابزار گزارش دهی و گردش کار دارد.

## ساختن
سازنده در ساخت آن از دات نت فرم ورک، IIS آی آی اس سرور، ام اس اسکیول سرور ۲۰۰۰ و ویندوز سرور ۲۰۰۰ استفاده و بر اساس سه لایه طراحی و پیاده کرده‌است.

## کارکرد
حدود ۷۶ دانشگاه ایرانی شامل
دانشگاه پیام نور، دانشگاه سمنان، دانشگاه فرهنگیان و…از گلستان استفاده می‌کنند.
یکی از ویژگی‌های قدیمی آن، پشتیبانی از فقط مرورگر ویندوز اینترنت اکسپلورر بود.

## ابزارها
- تسویه حساب مالی[۸]
- اجبار کارت واکسن کوید19[۹]
- ثبت نام دانشگاه[۱۰]
- اپ موبایل[۱۱]

### برای مطالعهٔ بیشتر
- فیاضی، فهیمه سادات و دانشجو، پریسا و صفری، احرام، ۱۳۹۷,بررسی وضعیت راهنما و مستندات سیستم جامع دانشگاهی گلستان و تأثیر آن بر کارایی رابط کاربری این سیستم براساس تجربهٔ کاربری دانشجویان و اساتید دانشکده فنی و مهندسی دانشگاه خوارزمی، اولین کنفرانس فرصت‌ها و چالش‌های مهندسی استان البرز، کرج، undefined,undefined,https://civilica.com/doc/853258